# Múscul tensor del timpà
El múscul tensor del timpà (musculus tensor tympani) o múscul del martell, és un múscul situat dins l'orella. Està situat en el canal ossi sobre de la part òssia de la trompa d'Eustaqui. La seva funció és amortir els sons que arriben a l'orella com, per exemple, els produïts en l'acte de mastegar. El tensor del timpà és el més gran dels dos músculs de la cavitat timpànica; l'altre és el de l'estrep.
El tensor del timpà sorgeix de la porció cartilaginosa de la trompa d'Eustaqui, i la part adjacent de la gran ala de l'os esfenoide, així com des del canal ossi en el qual està contingut. Passa cap enrere a través del canal i acaba en un tendó prim que penetra en la caixa timpànica. A continuació fa una corba tancada al voltant de l'extremitat de l'envà, conegut com a processus cochleariformis, i s'insereix en el mànec del martell, prop de la seva arrel. :862
La innervació del tensor del timpà correspon al nervi tensor del timpà, una branca de la divisió mandibular del nervi trigemin.:863 Com que el tensor del timpà està innervat per fibres motores del nervi trigemin, no rep fibres del gangli del trigemin, que només té fibres sensitives.
El tensor del timpà actua per esmorteir el soroll produït per la masticació. Quan es tensa, el múscul tira del martell des del centre, medialment, tensa la membrana timpànica i aconsegueix amortir la vibració en la cadena d'ossets de l'oïda. D'aquesta manera, redueix l'amplitud dels sons que precibim.:863

## Imatges

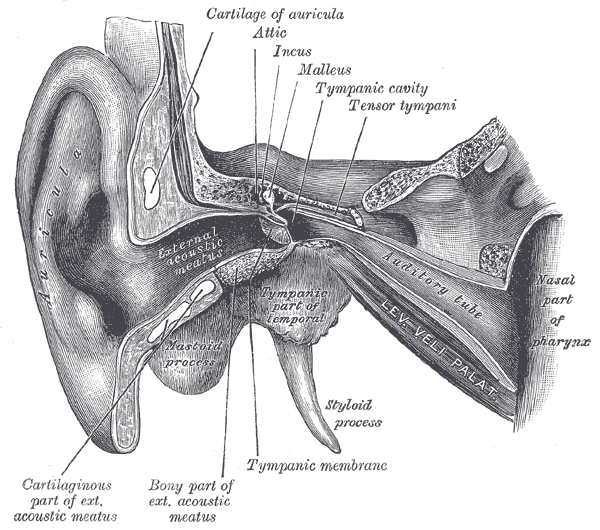
Orella externa i mitjana, obertura des del davant (costat dret).
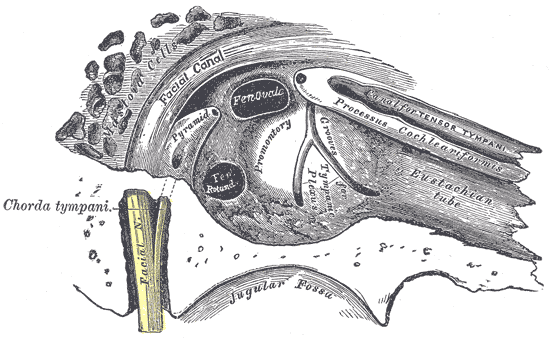
Vista de la paret interna del timpà.
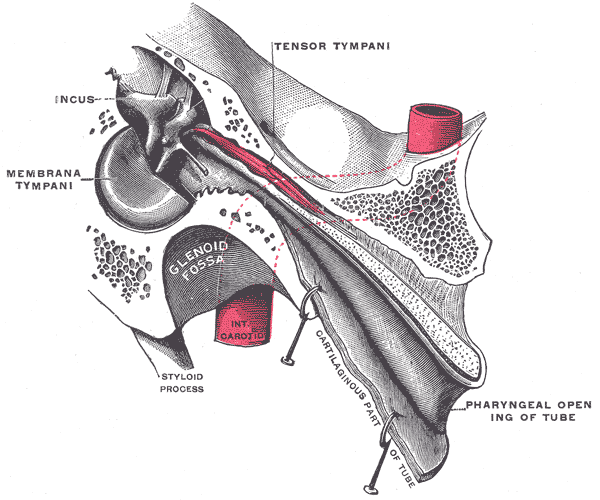
Canal auditiu, obert amb un tall longitudinal.